# Sista mannen på jorden
Sista mannen på jorden är en svensk poptronicagrupp, bildad 1986 av Eddie Bengtsson och Matts Wiberg. Wiberg hoppade av bandet 2004, men ersattes året därpå av Christer Hermodsson.
Sista mannen på jorden, eller SMPJ, kännetecknas av sitt analoga sound och att texterna till större delen är på svenska.
Efter några år av endast livespelningar släpptes en EP 1998, Först i Rymden. Skivan trycktes endast i 500 exemplar och bestod av fem låtar med rymdtema. Titlar som Gestapo Bob Harris och Egen rymddräkt finnes anspelade på karaktärer och böcker ur olika science fiction-verk. Den sistnämnda låten inleds också med en känd sampling från TV-serien Star Trek.
Gruppen har därefter gett ut fyra album och en samlingsskiva bestående av tidigare outgivet material.

## Diskografi
- 1998 - Först i rymden (EP)
- 1998 - Ligg tyst ett tag med...
- 2000 - Luft
- 2001 - Ok, Ok, Ok
- 2004 - Lost Tapes: Paleontologi
- 2007 - Tredje våningen
- 2014 - Stadens Alla Ljus (CDS + 12" vinyl)

## Spelningar
- 2013-01-12 Electronic winter på Brewhouse, Göteborg